# 카하라 토모미
카하라 토모미(華原朋美 카하라 토모미[*], 1974년 8월 17일~)는 일본의 가수, 배우, 뮤지컬 배우이다. 도쿄도 고토구 출신이며, 지바현 우라야스시에서 자랐다. 자신의 이름을 알파벳으로 쓸 때는 Tomomi kahara 라고 쓴다(2004년 유니버설로 음반사를 옮기기 전까지는 'Kahala'로 표기).
대표곡으로 〈I'm proud〉, 〈I BELIEVE〉, 〈Hate tell a lie〉 등이 있으며, 한때 음악 프로듀서인 코무로 테츠야로부터 사랑을 노래할 줄 아는 사람 (愛を歌うことが出来る人)라 불리기도 하였다.

## 코무로 테츠야와의 관계
카하라 토모미를 언급할때는, 코무로 테츠야를 빠뜨릴 수 없다. 코무로 테츠야는 1990년 대 그녀에게 많은 성공을 주었으며 아이러니컬하게도 1999년 이후 그녀의 깊은 침체를 이끈 사람이다. 1999년 그녀는 처음으로 코무로 테츠야가 아닌 다른 사람이 제작한 앨범인 《One Fine Day》를 냈다. 카하라 토모미와 코무로 테츠야는 어느 시점에서 연인이었다. 그러나 그들은 개인의 문제로 괴로워하다가 헤어졌다. 그들은 결혼한 적은 없다.

## 명성
코무로 테츠야 프로듀스의 그녀의 첫 번째 싱글 ' Keep Yourself Alive'는 1995년 9월 발매했고 초등장 순위는 9위이고 5주 연속 TOP10을 기록했으며 최고 순위는 8위였다. 최종판매량은 38만 장을 기록했다 그리고 keep Yourself Alive 발매한 지 6주 만에 그녀의 두 번째 싱글 'I Believe'를 발매했고 i Believe로 뮤직스테이션 첫 출연을 한다 I Believe는 해를 넘겨 사랑을 받아 최고순위는 4위였으나 밀리언히트를 기록하였다. 또 I BELIEVE로 각 시상식 신인상을 휩쓸었다 그리고 96년 3월 싱글 'I'm Proud'를 발매했고 비즈에 막혀 최고순위는 2위였으나 139만 장을 팔며 비즈의 판매량보다 높은 판매고를 기록하였고 그녀의 최대 히트곡이 되었다. I'm proud는 그해 가라오케에서 가장 많이 불린 노래이고 그해 나온 여성 솔로의 싱글 판매량중 가장 높은 판매고를 기록했다. 또 I'm proud 발매주에 출연한 뮤직스테이션에서 가사를 까먹어 라라라~로 부르는 것은 뮤직스테이션의 해프닝으로 자주 소개된다 또 I'm proud로 2번째 출연한 뮤직스테이션에서는 요시노야의소고기 덮밥을 아주 좋아하고“보통 구슬 국물이다 구”로 먹고 있다고 공언한 것으로부터 요시노야에 여성 손님이 급증해, “국물이다 구”라고 하는 용어도 넓고 일반적으로 침투했다.
I'm proud 가 여전히 대히트를 하고 있을 때 6월 퍼스트앨범 LOVE BRACE를 발매했고 초동은 무려 130여만 장을 기록 이 판매량은 당시 여성솔로 데뷔앨범 초동판매량 역대 1위에 해당하는 판매량이었고(차후 쿠라키마이 우타다히카루에게 갱신된다) 총 판매량은 257만 장을 기록했다. 그리고 1달 반 후에 퍼스트앨범 동명의 리컷싱글 LOVE BRACE을 발매했고 리컷싱글이지만 26만 장의 판매량을 보이는 저력을 보였다. 그리고 그해 10월 save your dream 을 발매했으며 save your dream으로 그녀는 첫 오리콘 싱글 1위를 기록했고 93만 장이 팔리며 역시 대히트 그리하여 96년 연간 아티스트 세일즈 top10에 랭크인하며 명실상부한 톱스타가 된다. 또 그녀가 한 토크프로그램에서 헬로키티가 좋다고 한 것이 방송을 타자 일본에서 사그러들었던 헬로키티 관련 상품들이 불티나게 팔리기 시작했고. 당시 헬로키티를 제작하던 회사의 사장인 산리오 사장도 카하라토모미 효과를 인정했다.
그리고 97년에 발매한 싱글들 Hate tell a lie, LOVE IS ALL MUSIC, たのしく たのしく やさしくね 모두 오리콘 1위를 차지했으며 3작 모두 높은 판매량을 보이며 히트 그중 Hate tell a lie는 106만 장의 세일즈를 기록하며 대히트를 하였고 Hate tell a lie가 CM송으로 사용된 본인 출연의 가네보CM 역시 화제를 일으켰다. 그리고 그해 12월 24일 대망의 2집앨범 storytelling 을 발매했고 연말 음반유통상의 문제로 일부매장에 먼저 풀리는 바람에 첫주58위로 진입을 했으나 그 다음주에는 약 103만여 장의 판매량을 올리며 오리콘 1위로 상승했다.
총판매량은 138만 장. 원래 storytelling은 97년 가을쯤에 발매할 예정이었으나 몇 차례 연기되어 결국엔 연말에 발매되게 된다. 98년의 해에는 storytelling 에서의 리컷싱글 I WANNA GO . YOU DON'T GIVE UP 을 발매으나 I WANNA GO는 오리콘 순위 20위를 기록해 데뷔싱글부터 연속 TOP10 기록이 깨지게되고 판매량도 4만여 장 그 후에 발매한 YOU DON'T GIVE UP은 다시 오리콘 TOP 10에 랭크인했지만 역시 10만 장에도 못 미치는 낮은 판매량을 보였다. 하지만 I WANNA GO와 YOU DON'T GIVE UP 2곡을 메들리해서 뮤직스테이션에서 코무로테츠야와 출연해 함께 부른 것은 꽤 화제가 되었다.

## 하향세
하지만 storytelling과 두장의 리컷싱글 이후 그녀와 코무로는 본격적으로 멀어지기 시작했고 인기와 판매량은 급격히 떨어지기 시작했다. 그리고 거의 10개월 만에 나온 정식싱글 'tumblin dice'는 2위에 머물렀고 18만 장에 그쳤다. 하지만 비슷한 시기 본인출연의 복숭아천연수 CM은 대히트를 하며 여젼히 붐리더로써는 계속됐다. 하지만 이와는 별개로 이후 발매된 here we are은 오리콘 5위 판매량은 15만 장에 그쳤고 코무로 프로듀스의 마지막 싱글 daily news는 6만 장도 채 팔지 못하며 하락해갔다. 그리고 2집 발매 후 1년도 안 돼 발매한 3집 앨범 'nine cubes'는 26만 장에 그쳤고 그녀는 소속사를 옮기게 된다. 그해 홍백에 daily news로 출전을 했으나 코무로의 모습은 보이지 않았고 코무로와 카하라는 완전히 끝났다는 것을 알 수 있었다. 그 홍백전 출연을 마지막으로 그녀는 휴식에 들어간다.
99년 연초에는 자살소동등의 스캔들을 일으키고 그 와중에 발매한 첫베스트 kahala compilation은 그녀의 마지막 오리콘 1위가 되었으며 판매량은 70만 장을 기록했다. 그리고 daily news 이후 10개월 만에 코무로에 대한 마음을 담은 내용을 담은 본인 작사의 실연송 as a person을 발매해 30만 장 정도의 판매량을 보이며 히트 그리고 가을에 역시 본인작사의 be honest를 발매해서 5만여장의 판매량을 보이고 그해 11월에 4집 ONE FINE DAY를 발매했으나 낮은판매량을 기록했다. 하지만 99년에도 역시 연간 아티스트 세일즈 top 20위 안에 랭크인을 하는 기염을 토했다. 카하라토모미는 4집 ONE FINE DAY 이후로 무기한 휴양에 들어간다

## 재기
2001년 그녀는 텔레비전프로그램의 기획으로 도미. 미국에서 가수로서의 훈련을 쌓았다. 그리고 귀국후, 미국의 프로듀서에게 인정을 받은 싱글 'Never Say Never' 을 내고, 다시 Top10에 되돌아왔다. 그러나 ,이후의 작품은 저조가 계속되고, 인기회복에는 미치지 못했다. 한편, 탤런트로서는 성공을 거뒀다.
2004년 그녀는 일기예보의 '그대만 있다면' 의 일본어 커버 곡 을 발표했다. 같은 해 11월에는 일본에서 강현민과의 조인트가 실현되었다. 이 곡으로 'Japan Record Award'의 스테이지에 8년 만에 출장하는 등, 또 가수로서 불과이면서 재기했다. 이후 강현민과는 교류를 계속하여 곡을 받기도 했다.

## 퇴출
2007년 6월 29일 계약사인 프로덕션이 계약 해지를 통보했다. '건강 문제'를 밝혔지만 스케줄 펑크, 활동중단 반복, 기행 등 통제 불가능한 그녀의 행동이 퇴출의 원인으로 꼽힌다.
코무로 테츠야에 발탁되어 스타가 됐던 그녀는 그와 헤어진 후 정신적인 방황을 했으며, 인기하락 등을 극복하지 못했다.
일본 연예계에서 소속사로부터 계약해지는 강제 은퇴를 뜻한다. 다시 구제해주거나 다른 회사의 이적이 재기의 길이지만, 일본에서 퇴출된 연예인의 이적은 불가능하며 연예계 활동은 끝난 셈이다.

## 은퇴, 그리고 부활
은퇴후, 그녀는 괴로워해 온 정신 안정제등의 과잉섭취에 의한 중독을 치료하기 위해서 폐쇄 병동에 입원했다. 퇴원후는 아버지가 생활하는 필리핀에 가고 자원봉사 활동에 종사했다. 현지에서 일년을 보낸 후, 2010년 8월에 그녀는 블로그에서 현황을 보고했다. 그리고 10월, 연내에 귀국해서 복귀에의 준비를 하는 것을 보고했다. 귀국으로부터 1년반이 경과한 2012년 11월, 이전의 프로덕션이 그녀와의 재계약을 발표하고 12월에 FNS 가요제의 무대에서 대표 곡 I'm Proud를 가창, 5년 반만에 부활했다. 그 가창은 크게 화제가 되고 최성기의 그녀를 알고 있는 중국의 넷 사용자에게서도 복귀를 기뻐하는 목소리가 모였다.
2013년에는 이전의 유니버설 뮤직 재팬과 재계약을 하고, 7년만의 신곡이 된 레 미제라블의 'I Dreamed a Dream'의 커버 곡을 발표했다. 빌보드 핫 100 (Billboard Japan Hot 100)로, 6위를 기록하는등 순조로운 스타트가 되고 있다.